# Diacyclops alabamensis
Diacyclops alabamensis är en kräftdjursart som beskrevs av J. W. Reid 1992. Diacyclops alabamensis ingår i släktet Diacyclops och familjen Cyclopidae. Inga underarter finns listade i Catalogue of Life.